# Pratham Books
Pratham Books è un'organizzazione non a scopo di lucro nata nel 2004 in India con una specifica missione: "A book in every child's hand" (un libro in mano ad ogni bambino). L'organizzazione si dedica alla pubblicazione di libri per bambini che siano di qualità ma con prezzi estremamente bassi, in modo da permettere ad ogni bambino indiano di avvicinarsi al mondo della lettura.

## Caratteristiche
Oltre a garantire una buona qualità e prezzi sostenuti delle opere, rendendo così il piacere di leggere più democratico, Pratham Books cerca di coinvolgere più bambini possibile anche grazie alle sue scelte linguistiche. L'organizzazione ha infatti pubblicato più di 270 titoli originali in dodici lingue indiane. Le storie raccontate sono ispirate ai diversi aspetti della cultura indiana e sono accompagnate da illustrazioni.
Pratham Books organizza inoltre eventi e fiere del libro in tutta l'India con lo scopo di arrivare anche nelle piccole città e villaggi, dove la diffusione di letteratura per l'infanzia è limitata.

## Obiettivi
L'obiettivo principale di Pratham Books è quello di contribuire a colmare la lacuna, presente sul mercato indiano, di una valida letteratura per l'infanzia, accessibile a tutti. Il cofondatore e presidente dell'organizzazione Rohini Nilekani illustra la missione di Pratham Books nel seguente modo:
(http://www.pratham.org/programmes/pratham-books#)

## Social Media
L'attività dell'editore Pratham Books è strettamente connessa alla diffusione digitale. Le pubblicazioni sono presenti su Scribd in formato iPaper e disponibili in versione audio su SoundCloud. La diffusione delle notizie e degli aggiornamenti dell'editore sono rintracciabili inoltre sul suo blog (http://blog.prathambooks.org/) e sui maggiori social network.

## Licenze
Pratham Books autorizza l'utilizzo dei suoi contenuti servendosi delle Licenze Creative Commons. In questo modo chiunque può utilizzare le pubblicazioni presenti sul sito secondo i termini delle rispettive licenze, condividendo e rielaborando l'opera di altri coerentemente con le leggi del copyright.

### Termini e Condizioni
- Tutti i copyright e le comunicazioni Creative Commons emessi da Pratham Books devono essere lasciati intatti o riprodotti nel modo più consono al mezzo utilizzato nella ripubblicazione dell'opera.
- Bisogna sempre citare il donatore/fondatore, l'autore originale, l'illustratore e il traduttore, laddove presenti. Quando si pubblica su internet è gradito creare il collegamento tra questi nomi e le rispettive pagine personali, ove presenti.
- Bisogna sempre citare il titolo dell'opera. Quando si pubblica su internet è gradito creare il collegamento diretto del titolo all'opera originale.
- Bisogna sempre citare la specifica licenza Creative Commons dell'opera.
- Quando si pubblica su internet è gradito che la citazione della licenza rimandi direttamente alla licenza sul sito delle Creative Commons.
- Se si crea un'opera derivata o un adattamento, in aggiunta a quanto detto sopra, è necessario specificare che si tratta di un lavoro derivato.